# Axel de la Nietze
Axel Immelqvist de la Nietze,  född 10 februari 1878 i Jämshög, Blekinge, död 2 december 1956, Hjärsås församling, Skåne, var en svensk författare. Han var utomäktenskaplig son till Sven Bengtsson (född 1853) från Jämshög och Elna Nilsdotter (född 1848) från Örkered. Faderlös tog han som 13-åring tjänst i Tyskland, troligen som tunnbindare, men tog 1895 värvning vid Wendes artilleriregemente. I Tyskland fick han fyra barn med en änka i Hamburg. Han for två gånger till USA, 1923 och 1925, för att arbeta. Han hade också en tid arbete som tunnbindare vid Alviks stearinljusfabrik i Alvik. Mot slutet av sitt liv arbetade han som skribent för Småbrukarnas tidning och Kristianstadsbladet. Ursprunget till hans bägge tagna efternamn, Immelqvist och de la Nietze, är okänt. Han har publicerat boken Svart Granit. Åke Giselsson har tonsatt flera av hans dikter. De finns på youtube.  